# Пинеда, Гонсало
Гонса́ло Пине́да Ре́йес (исп. Gonzalo Pineda Reyes; 19 октября 1982, Мехико) — мексиканский футболист, полузащитник, известный по выступлениям за клубы «УНАМ Пумас», «Чивас де Гвадалахара» и «Сиэтл Саундерс».

## Карьера

### Клубная
5 марта 2014 года Пинеда, на тот момент свободный агент, не имевший игровой практики на протяжении десяти месяцев, был подписан клубом MLS «Сиэтл Саундерс». Он дебютировал в MLS 16 марта в матче против «Торонто», выйдя на замену вместо получившего травму Брэда Эванса на 29-й минуте. 24 мая 2014 года в матче против «Ванкувер Уайткэпс» он забил свой первый гол за «Саундерс». 7 января 2016 года Пинеда объявил о завершении игровой карьеры и о намерении стать тренером.

### Международная
Гонсало принимал участие в летних Олимпийских играх 2004 года в Афинах. На турнире он сыграл 2 матча.
В сборной он дебютировал 8 сентября 2004 года в отборочном матче на чемпионат мира против Тринидад и Тобаго. 17 июля 2005 года в четвертьфинале Золотого кубка КОНКАКАФ 2005 со сборной Колумбии Пинеда забил свой первый и последний гол за сборную. В 2005 году на Кубке конфедераций Пинеда провёл 5 матчей. Мексиканцы заняли четвёртое место. Через год на чемпионате мира в Германии Гонсало сыграл 4 матча. Последним турниром где он сыграл был Кубок Америки 2007.
Всего за национальную сборную Гонсало Пинеда с 2004 по 2008 год провёл 45 матчей и забил один гол.

### Тренерская
В январе 2017 года Пинеда вернулся в «Сиэтл Саундерс», войдя в тренерский штаб Брайана Шмецера в качестве помощника.
12 августа 2021 года Пинеда был назначен главным тренером клуба «Атланта Юнайтед».

## Достижения
«УНАМ Пумас»
- Чемпион Мексики (2): 2004 (Клаусура), 2004 (Апертура)
- Обладатель Кубка Сантьяго Бернабеу: 2004

 «Гвадалахара»
- Чемпион Мексики: 2006 (Апертура)

 «Сиэтл Саундерс»
- Обладатель Открытого кубка США: 2014
- Победитель регулярного сезона MLS: 2014